# Parafia św. Anny w Wasylowie Wielkim
Parafia św. Anny w Wasylowie Wielkim – parafia rzymskokatolicka z siedzibą w Wasylowie Wielkim, znajdująca się w dekanacie Tarnoszyn, w diecezji zamojsko-lubaczowskiej. 
Parafia erygowana została w dniu 2 maja 1997 roku.
Do parafii należą wierni z następujących miejscowości: Krzewica SHR, Wasylów , Wasylów Wielki
Liczba wiernych: 570

## Proboszczowie parafii
Źródło:
- ks. Jan Pysz (1997–2000)
- ks. Stanisław Błaszczuk (2000–2004)
- ks. Wiesław Zborowski (2004–2008)
- ks. Paweł Sochacki (2008–2011)
- ks. Jan Muda (2011–2021)
- ks. Mariusz Konopka (2021–2022)
- ks. Krzysztof Wawszczak (2022–2023)
- ks. Paweł Piotr Kruk (od 2023)